# فيكتور ثيربانتس
فيكتور ثيربانتس (بالإسبانية: Víctor Cervantes)‏ هو مجدف مكسيكي، ولد في 22 أغسطس 1948 في مدينة مكسيكو في المكسيك.

## وصلات خارجية
- فيكتور ثيربانتس على موقع أوليمبيديا (الإنجليزية)